# Hexatoma (Eriocera) erythraea
Hexatoma (Eriocera) erythraea is een tweevleugelige uit de familie steltmuggen (Limoniidae). De soort komt voor in het Neotropisch gebied.